# Lev Kerbel

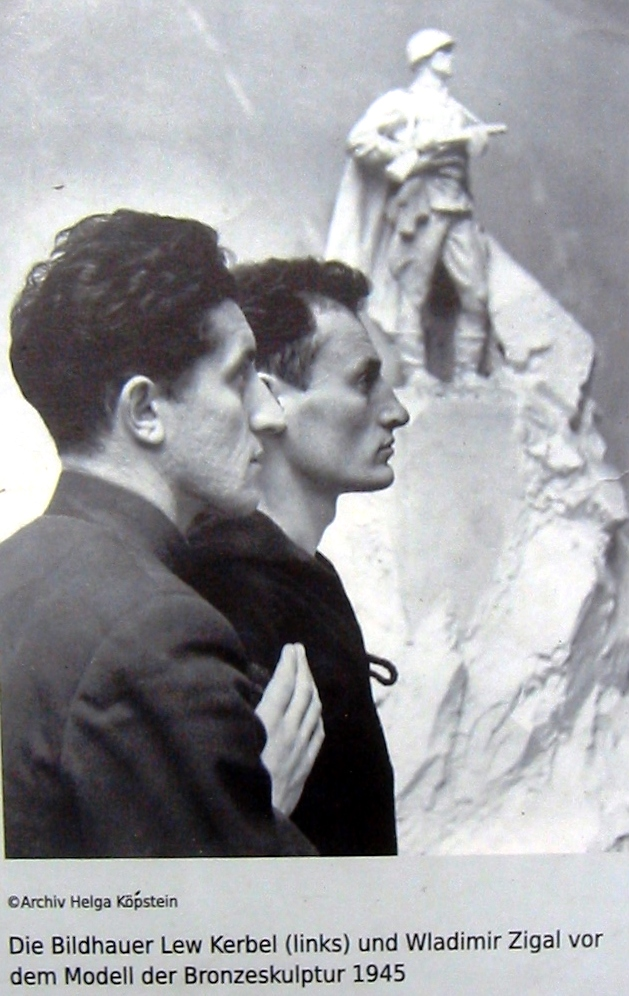
Kerbel (à esquerda) junto com seu colega escultor, soviético, Vladimir Tsigal, 1945

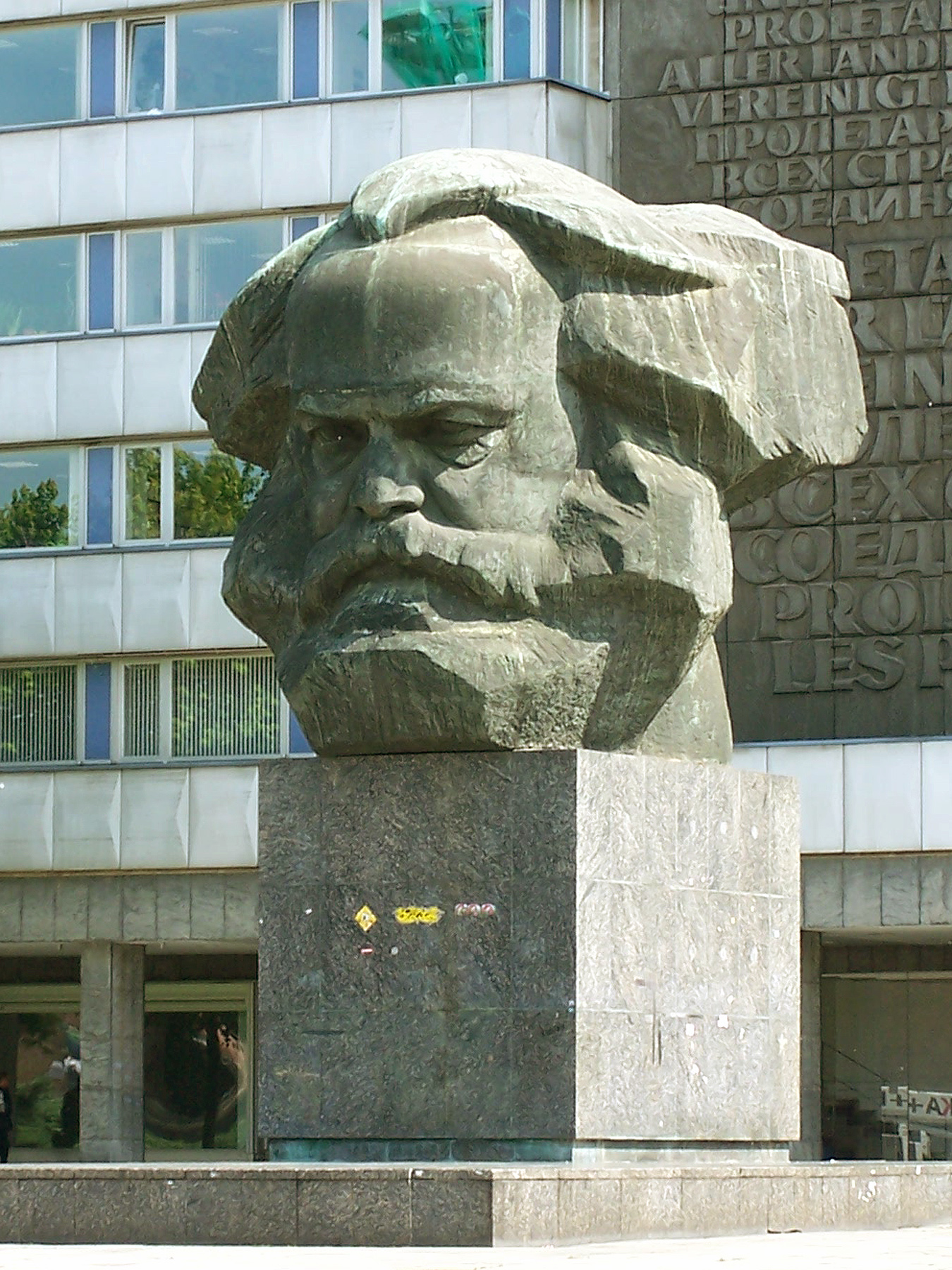
Busto monumental de Lev Kerbel de Karl Marx em Chemnitz, Alemanha

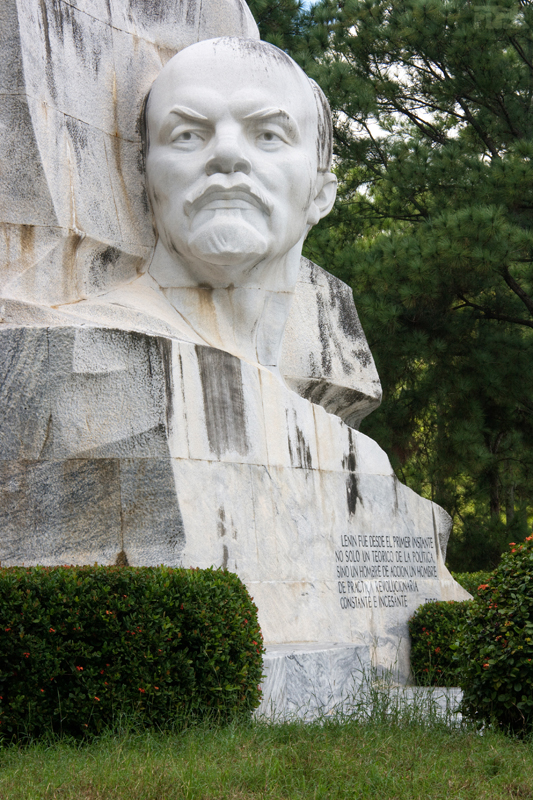
O Monumento Lenin no Parque Lenin, Havana, Cuba (1984, escultor: Lev Kerbel; arquiteto: A. Quintana)

Lev Efimovich Kerbel (em russo:  Лев Ефимович Кербель; 7 de novembro [Calend. juliano: 25 de outubro] 1917 - 14 de agosto de 2003) foi um escultor de obras realistas soviéticas. As criações de Kerbel incluíam estátuas de Marx, Lenin, Yuri Gagarin, que foram enviadas pelo governo soviético como presentes aos e países socialistas e aos países de Terceiro Mundo à volta o mundo.
Kerbel nasceu em uma família judia na vila de Semyonovka no governadorado de Chernigov, República Russa (atualmente Semenivka, Oblast de Chernihiv, Ucrânia), no dia em que o Palácio de Inverno, em Petrogrado, foi invadido pelos bolcheviques. A família de Lev mudou-se para a região russa de Smolensk, onde ele começou a esculpir ainda quando era criança. Ele continuou a esculpir, e em 1934 ganhou um prémio da Komsomol (Liga dos Jovens Comunistas) por uma placa de Lenin.
Durante a Segunda Guerra Mundial, Kerbel ajudou a construir as defesas da Batalha de Moscovo, depois serviu na Frota do Norte, ganhando renome como artista militar.
Após a guerra, a carreira de Kerbel descolou com uma ampla gama de comissões. Em 1958, ele esculpiu uma estátua em Xangai que representava um enorme soviético e um igualmente grande trabalhador chinês de mãos dadas. Quando as relações soviético-chinesas se afundaram, alguns anos mais tarde, a estátua foi arrasada por uma multidão.
Nos anos 1950 a 1970, Kerbel esculpiu muitos retratos de intelectuais soviéticos e estrangeiros: o escritor Boris Lavrenyov e o violinista David Oistrakh, o clérigo canadense James Gareth Endicott, Giacomo Manzù (escultor) e Pietro Orgento (maestro de orquestra) da Itália e muitos outros. Outro exemplo das esculturas de Kerbel é o Monumento a Lenin no Parque Lenin de Havana, Cuba. Em 1976, o Conselho de Ministros da União Soviética apresentou ao Governo do Sri Lanka o monumento de Solomon Bandaranaike, o falecido primeiro-ministro do país, esculpido por Lev Kerbel.
Enquanto algumas pessoas rejeitam as obras de Kerbel como uma forma de propaganda comunista plena, o próprio Kerbel disse que sempre se interessou mais por arte do que por política. Muitas pessoas agora veem suas poucas estátuas restantes com nostalgia, particularmente em Chemnitz, onde seu busto de Karl Marx é conhecido como "a cabeça". Entre os monumentos sobre os túmulos dos soldados soviéticos cuidadosamente preservados na Alemanha encontram-se esculturas de Kerbel em Berlim e nas Colinas de Seelow.
Na década de 1990, após o colapso do bloco socialista, muitas de suas obras de arte foram destruídas. No entanto, seu enorme monumento Karl Marx em Chemnitz, anteriormente Karl-Marx-Stadt, foi preservado como um monumento cultural. Uma das últimas obras de Kerbel foi o memorial à tripulação do submarino Kursk, inaugurado em Moscovo a 12 de agosto de 2002.

## Homenagens e prémios
- Herói do Trabalho Socialista (1985)
- Ordem do Mérito da Pátria, 3ª turma (5 de novembro de 1997) - pelos serviços ao Estado e pelo contribuição pessoal para o desenvolvimento das artes plásticas nacionais
- Ordem da Amizade dos Povos (6 de maio de 1993) - pelas grandes conquistas na arte, por fortalecer as relações culturais internacionais e pela atividade pedagógica frutífera
- Ordem de lenin
- Ordem da Bandeira Vermelha do Trabalho
- Ordem da Guerra Patriótica, 2ª classe
- Ordem da Estrela Vermelha
- Prêmio Lenin (1962) - um monumento à Praça Karl Marx em homenagem a Sverdlov, em Moscou (1961)
- Prêmio Stalin, 1ª classe (1950) - relevos escultóricos "Lenin e Stalin - fundadores e líderes do estado soviético"
- Artista do Povo da URSS (1977)
- Artista do Povo da RSFSR (1967)
- Ordem de Karl Marx (Alemanha Oriental)
- Vencedor do Prêmio Goethe (Alemanha)
- Medalha "Pela Defesa de Moscou"
- Medalha "Pela Defesa do Transártico Soviético"
- Medalha "Pela Captura de Berlim"
- Cidadão Honorário de Smolensk e Polyarny
- Cidadão honorário de Karl-Marx-Stadt (atualmente Chemnitz ) [2]
- Cidadão Honorário de Sofia (Bulgária) [4]
- Medalha "Pela vitória sobre a Alemanha na Grande Guerra Patriótica 1941-1945"
- Medalha do Jubileu "Vinte anos de vitória na Grande Guerra Patriótica de 1941 a 1945"
- Medalha do Jubileu "Trinta anos da vitória na Grande Guerra Patriótica 1941-1945"
- Medalha Jubileu "Quarenta anos de vitória na Grande Guerra Patriótica 1941-1945"
- Medalha Jubileu "50 anos de vitória na Grande Guerra Patriótica 1941-1945"
- Medalha do Jubileu "60 anos de vitória na Grande Guerra Patriótica 1941-1945"